# Prblms
Prblms è un singolo del cantante statunitense 6lack, pubblicato il 23 settembre 2016 come secondo estratto dal primo album in studio Free 6lack.

## Video musicale
Il video musicale è stato pubblicato sul canale YouTube di 6lack il 14 ottobre 2016. Diretto da X Models, ha raggiunto oltre 220 milioni di visualizzazioni.

## Tracce
Testi di 6lack, Forest Swords, Street Hymns e  NOVA, musiche di NOVA e OnBeat.
1. Prblms – 4:06

## Formazione
- 6lack – voce, testo
- NOVA – produzione, testo
- OnBeat – produzione
- JT Gagarin – missaggio, registrazione

## Classifiche
| Classifiche (2017)       | Posizione massima |
| ------------------------ | ----------------- |
| Stati Uniti              | 72                |
| US Hot R&B/Hip-Hop Songs | 34                |